# جروم کیزوتر
جروم کیزوتر (انگلیسی: Jerome Kiesewetter؛ زادهٔ ۹ فوریهٔ ۱۹۹۳) بازیکن فوتبال اهل ایالات متحده آمریکا است.
از باشگاه‌هایی که در آن بازی کرده‌است می‌توان به باشگاه فوتبال اشتوتگارت و باشگاه فوتبال فورتونا دوسلدورف اشاره کرد.
وی همچنین در تیم‌های ملی فوتبال United States men's national under-18 soccer team, United States men's national under-20 soccer team, United States men's national under-23 soccer team، و ایالات متحده آمریکا بازی کرده‌است.